# 香川松石
香川松石（かがわ しょうせき、弘化元年1月15日（1844年3月3日） - 明治44年（1911年）9月28日）は、学校で用いられる書道の教科書を記した書道家。千葉師範学校（現在の千葉大学教育学部）教諭。通称、香川熊蔵。

## 略歴
1844年、下総国佐倉（現在の千葉県佐倉市）に生まれる。佐倉藩の藩校である成徳書院（現在の千葉県立佐倉高等学校の前身）で書学を学び、書風は初め成徳書院書学所の師範の平林庄右ェ門、同岡田耕鶴（長尾流）らの御家流の影響を受けた。のちに日下部鳴鶴に学ぶ。1881年に千葉師範学校(現在の千葉大学教育学部の前身)習字科の教師となり、翌年、初の小学校の習字教科書『楷書千字文』を刊行。その他、文部省から依頼を受けて国定教科書の習字の手本を執筆し、800冊以上の教科書を出版、全国の書道教育の定着に貢献した。明治44年9月、66歳で没する。墓は千葉県千葉市中央区弁天4丁目の常光山本敬寺（ほんきょうじ）墓地にあり、千葉市中央区千葉寺町の千葉寺に彰徳碑がある。

## 主な著書
- 『楷書千字文』
- 『尋常小学書き方手本』
- 『肉筆折手本』
- 『筆法図解　三体千字文』（泰光堂）
- 『明治実業文字』（辰文館）
- 『小学日用文』（日進堂）
- 『尋常小学習字帖』（阪上書屋）
- 『高等小学習字帖』（阪上書屋）
- 『三體千字文』 （昭和38年／泰光堂）